# Árraga
Árraga è una città dell'Argentina, appartenente alla provincia di Santiago del Estero, situata a 32 km dal capoluogo provinciale.